# Person Colby Cheney
Person Colby Cheney, född 25 februari 1828 i Holderness (numera Ashland), New Hampshire, död 19 juni 1901 i Dover, New Hampshire, var en amerikansk republikansk politiker, diplomat och abolitionist. Han var guvernör i delstaten New Hampshire 1875-1877. Han representerade New Hampshire i USA:s senat 1886-1887.
Cheney var son till abolitionisten Moses Cheney. Fadern tryckte den abolitionistiska tidningen Morning Star. Person Colby Cheney arbetade länge i chefsställning på faderns tryckeri. Han deltog i amerikanska inbördeskriget i nordstaternas armé.
Cheney var 1872 borgmästare i Manchester. Han efterträdde 1875 James A. Weston som guvernör. Han efterträddes två år senare av Benjamin F. Prescott.
Senator Austin F. Pike avled 1886 i ämbetet och Cheney blev utnämnd till senaten. Han efterträddes följande år av William E. Chandler. Cheney var chef för USA:s diplomatiska beskickning i Schweiz 1892-1893.
Cheney gravsattes på Pine Grove Cemetery i Manchester, New Hampshire.